# Metopodicha ernesti
Metopodicha ernesti är en fjärilsart som beskrevs av Max Wilhelm Karl Draudt 1936. Metopodicha ernesti ingår i släktet Metopodicha och familjen nattflyn. Inga underarter finns listade i Catalogue of Life.